# Miltepec, Veracruz
Miltepec är en ort i Mexiko.   Den ligger i kommunen San Andrés Tuxtla och delstaten Veracruz, i den sydöstra delen av landet, 400 km öster om huvudstaden Mexico City. Miltepec ligger 234 meter över havet och antalet invånare är 207.
Terrängen runt Miltepec är kuperad åt nordost, men åt sydväst är den platt. Runt Miltepec är det ganska tätbefolkat, med 83 invånare per kvadratkilometer. Närmaste större samhälle är San Andres Tuxtla, 4,5 km norr om Miltepec. Omgivningarna runt Miltepec är en mosaik av jordbruksmark och naturlig växtlighet.